# Colleferro
Colleferro é uma comuna italiana da região do Lácio, província de Roma, com cerca de 20.025 habitantes. Estende-se por uma área de 27 km², tendo uma densidade populacional de 742 hab/km². Faz fronteira com Artena, Genazzano, Paliano (FR), Rocca Massima (LT), Segni, Valmontone.

## Demografia
| Variação demográfica do município entre 1861 e 2011                               |
|                                                                                   |
| Fonte: Istituto Nazionale di Statistica (ISTAT) - Elaboração gráfica da Wikipedia |